# 王貞
王 貞（おう てい、生没年不詳）は、隋の文学者。字は孝逸。本貫は梁郡陳留県。

## 経歴
幼くして聡明で、7歳で学問を好み、『毛詩』・『礼記』・『春秋左氏伝』・『周易』をよくし、諸子百家の書も読了しないものがないとされた。文章を得意とし、生業をおさめず、読んだ書物の批評を楽しみとした。隋が建国されると、汴州刺史の樊叔略に召されて主簿となった。後に秀才に挙げられて、県尉に任じられたが、勤めを好まず、病と称して家にこもった。
煬帝が即位すると、江都に駐屯する斉王楊暕に召し出されて、客礼で待遇された。『文集』を編んで楊暕に献上して賞賛を受けた。また「江都賦」を献上して10万貫の銭を賜った。まもなく病が重くなって郷里に帰り、家で死去した。

## 伝記資料
- 『隋書』巻76 列伝第41
- 『北史』巻83 列伝第71